# Friedrich Richard Faltin
Friedrich Richard Faltin, född 5 januari 1835 i Danzig, död 1 juni 1918 i Helsingfors, var en finländsk tonsättare, organist, musikpedagog och samlare av finländsk folkmusik. Han var far till läkaren Richard Faltin.
Richard Faltin var av tyskt ursprung och kom från Danzig (nu Gdańsk). Han arbetade som orgelvirtuos, orgellärare, dirigent och tonsättare. Efter studier i Danzig var han musiklärare från 1856 till 1869 vid ett institut i Viborg och grundade en kör- och orkesterförening. Från 1869 var han dirigent vid Svenska Teatern och dirigent för symfoniorkestern i Helsingfors, från 1870 organist i Nikolajkyrkan och musikdirektör vid universitetet. Från 1871 till 1884 var han dirigent för ett oratoriesällskap som han grundat och 1873-1883 dirigent vid den nybildade Finska operan. Från 1882 var han lärare i orgelspel vid Helsingfors musikinstitut (från 1897 professor). Faltin har lämnat viktiga bidrag till den finska musikscenen. Vid sidan av Fredrik Pacius var han en ledande företrädare för det tyska inflytandet på den finländska musiken.
Hans två pianosonater från 1850 var tidiga verk som han komponerat i Tyskland. Han publicerade tre koralböcker (1871, 1888, 1897) och en samling orgelpreludier och postludier samt solosånger och sånger för manskör, damkör och blandad kör. Bland hans instrumentalmusik finns bland annat Variationer över ett eget tema (1861), ett pianostycke som visar påverkan av Robert Schumann och Felix Mendelssohn Bartholdy. Bland Faltins elever fanns tonsättaren Jean Sibelius.
Richard Faltins son var kirurgen Richard Faltin den yngre (1867–1952).